# Crocker Art Museum

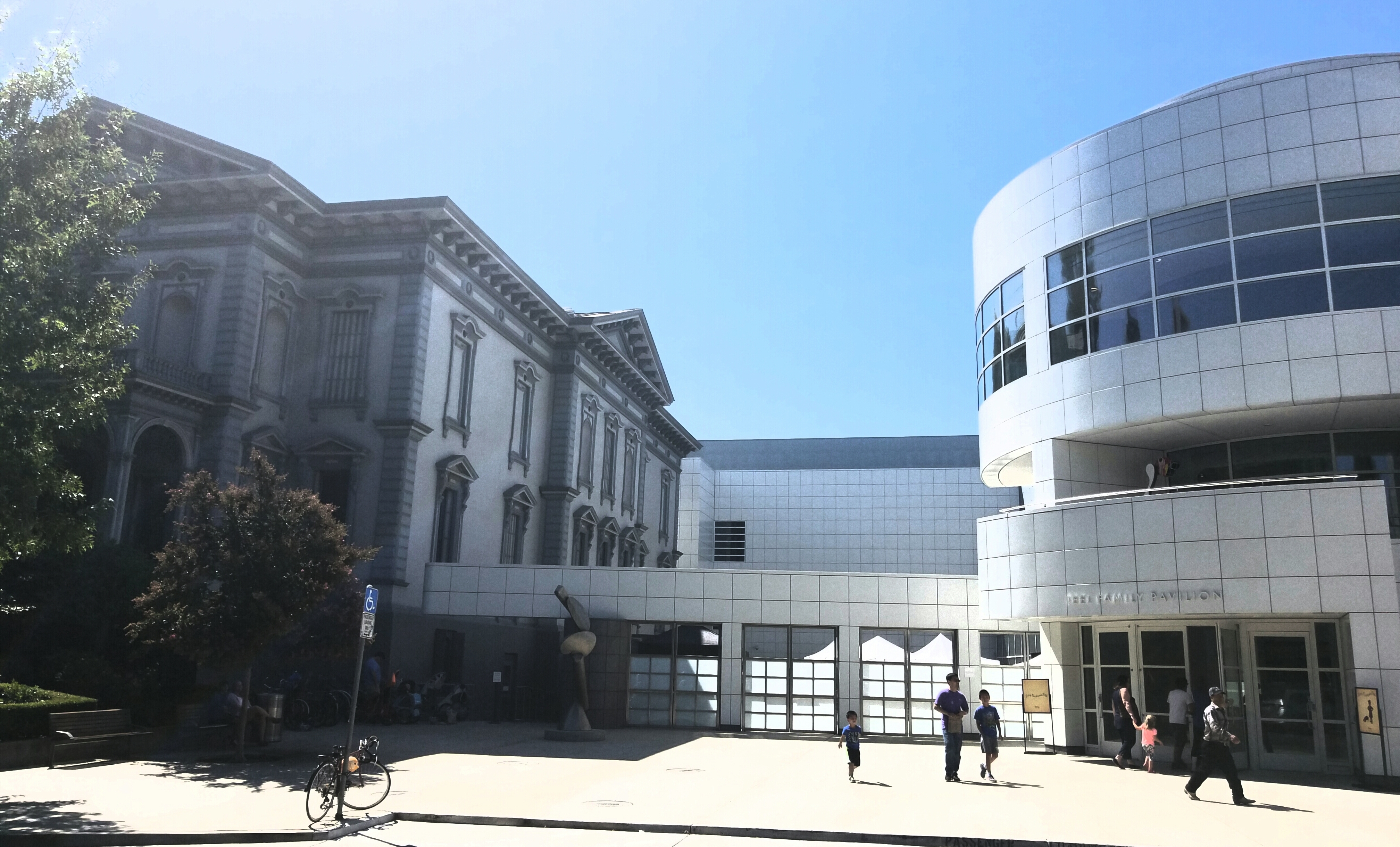
Crocker Art Museum, Altes Gebäude (vor 1868) und Neubau (2010)

Das Crocker Art Museum in Sacramento, Kalifornien, ist das älteste Kunstmuseum im Westen der Vereinigten Staaten. Es wurde 1885 gegründet und beherbergt eine bedeutende Sammlung kalifornischer Kunst sowie europäische Gemälde, Meisterzeichnungen und eine der größten Sammlungen internationaler Keramik in den Vereinigten Staaten. Das Museum ist von der American Alliance of Museums akkreditiert.

## Geschichte
Der wohlhabende Rechtsanwalt und Richter Edwin B. Crocker (1818–1875) und seine Frau Margaret Crocker (1822–1901) unternahmen von 1869 bis 1871 eine ausgedehnte Europareise, auf der sie 701 Gemälde und 1344 Meisterzeichnungen für ihre Kunstgalerie sammelten. Darüber hinaus gaben sie eine große Anzahl von Gemälden bei in Kalifornien tätigen Künstlern in Auftrag. Nach ihrer Rückkehr nach Sacramento richteten sie in ihrem Haus an der Ecke Third und O Street in Sacramento eine Kunstgalerie ein, die 1872 der Öffentlichkeit zugänglich gemacht wurde. Nach dem Tod von Edwin Crocker im Jahr 1875 übergab Margaret Crocker die Galerie und die Sammlung 1885 der Stadt Sacramento und der California Museum Association, um deren langfristigen Erhalt zu sichern. 1978 wurde die Crocker Art Gallery in Crocker Art Museum umbenannt. Um den wachsenden Anforderungen gerecht zu werden, beauftragte das Museum 2002 das Architekturbüro Gwathmey Siegel & Associates mit der Planung eines umfangreichen Erweiterungsbaus, der am 10. Oktober 2010 eröffnet wurde.

## Architektur

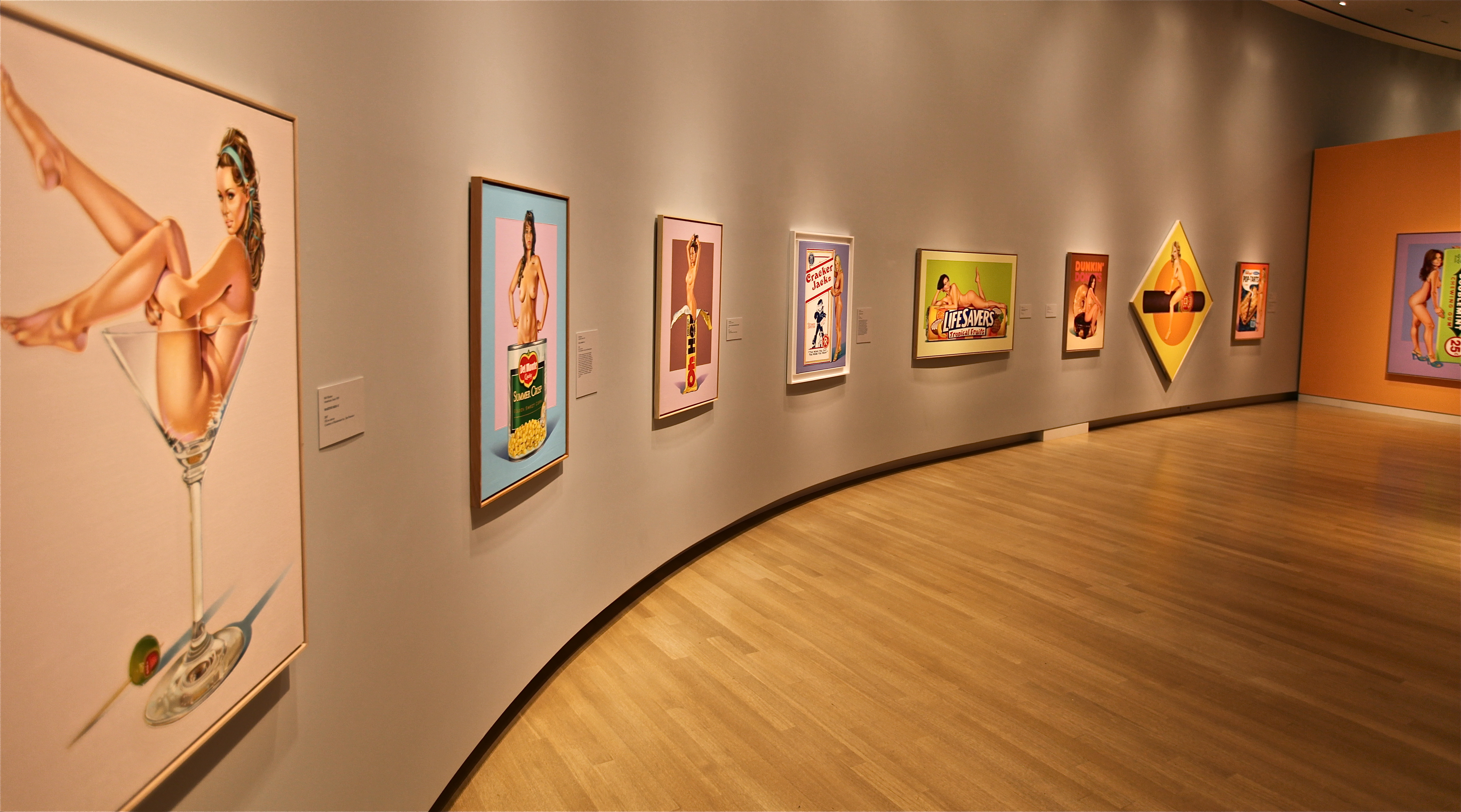
Mel Ramos Ausstellung

1868 erwarb Edwin B. Crocker das Grundstück und die bestehenden Gebäude an der Ecke 3rd Street und O Street. Er beauftragte den ortsansässigen Architekten Seth Babson (1830–1908) mit dem Umbau zu einem großzügigen Herrenhaus im italienischen Stil. Crocker beauftragte Babson auch mit dem Entwurf eines aufwendigen Galeriegebäudes neben dem Haus, in dem die wachsende Kunstsammlung der Familie ausgestellt werden sollte.
Babson stellte sich Haus und Galerie als einen integrierten Komplex vor, einzigartig im Design und gebaut aus den besten Materialien. Das Galeriegebäude umfasste im Erdgeschoss eine Kegelbahn, eine Eisbahn und ein Billardzimmer, im ersten Stock ein Naturkundemuseum und eine Bibliothek und im zweiten Stock Galerieräume. Das 1872 fertiggestellte Herrenhaus der Familie Crocker und die Kunstgalerie gelten als die Meisterwerke in Babsons Karriere. Der Familiensitz wurde mehrfach genutzt und umgebaut, bis 1989 bei einer Renovierung die historische Fassade wiederhergestellt und im Inneren eine moderne Galerie eingerichtet wurde. Die ursprünglichen Gebäude, die nun miteinander verbunden sind, sowie der inzwischen abgerissene Herold-Flügel von 1969 wurden 1978 in Crocker Art Museum umbenannt. Das Galeriegebäude ist ein historisches Wahrzeichen Kaliforniens und steht im National Register of Historic Places. Der Erweiterungsbau von 2010, entworfen von Gwathmey Siegel & Associates, fügt dem historischen Gebäude moderne Elemente hinzu und verdreifacht die Ausstellungsfläche des Museums.

## Sammlung
Die Sammlung des Crocker Art Museums umfasst
- Kalifornische und amerikanische Kunst: Werke von der Gründung des Staates bis zur Gegenwart, darunter Werke von Künstlern wie Charles Christian Nahl, William Keith, Guy Rose, Richard Diebenkorn und Wayne Thiebaud.
- Europäische Kunst: Gemälde und Zeichnungen des 17. bis 19. Jahrhunderts, darunter Werke von Künstlern wie Albrecht Dürer, Guercino, François Boucher und Jean-Honoré Fragonard.
- Asiatische Kunst: Chinesische Grabbeigaben, japanische Rüstungen und Teekeramik sowie Kunstwerke aus Süd- und Südostasien, darunter indische und persische Miniaturmalerei.
- Keramik: Eine der größten internationalen Keramiksammlungen in den USA mit Werken von der Antike bis zur Gegenwart, darunter Arbeiten von Hamada Shoji und Lucie Rie.
- Afrikanische und ozeanische Kunst: Alltagsgegenstände und traditionelle Zeremonialkunst, darunter beeindruckende Bis-Pfähle der Asmat aus Neuguinea.

## Auswahl

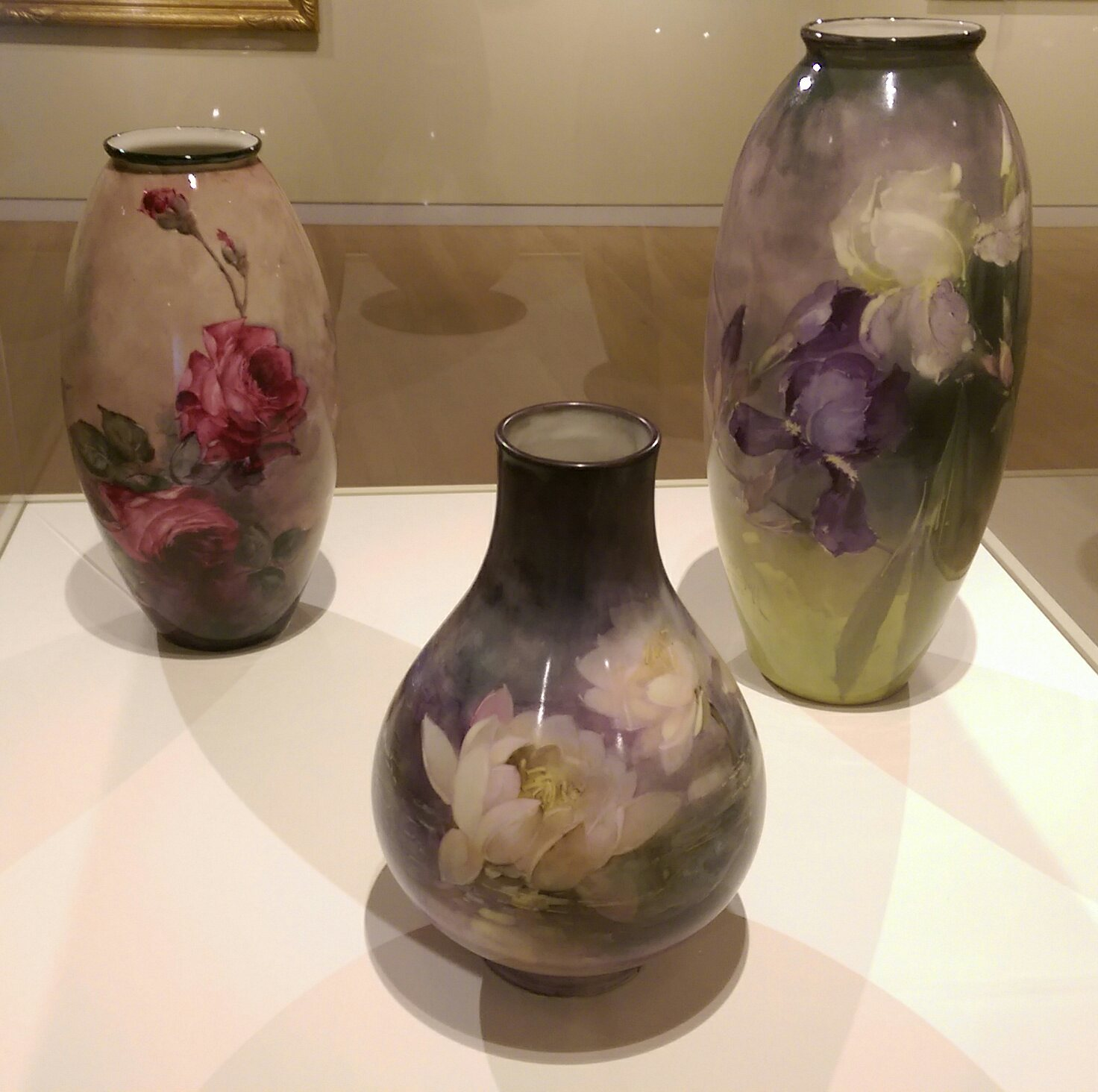
Drei bemalte Vasen von Franz Bischoff
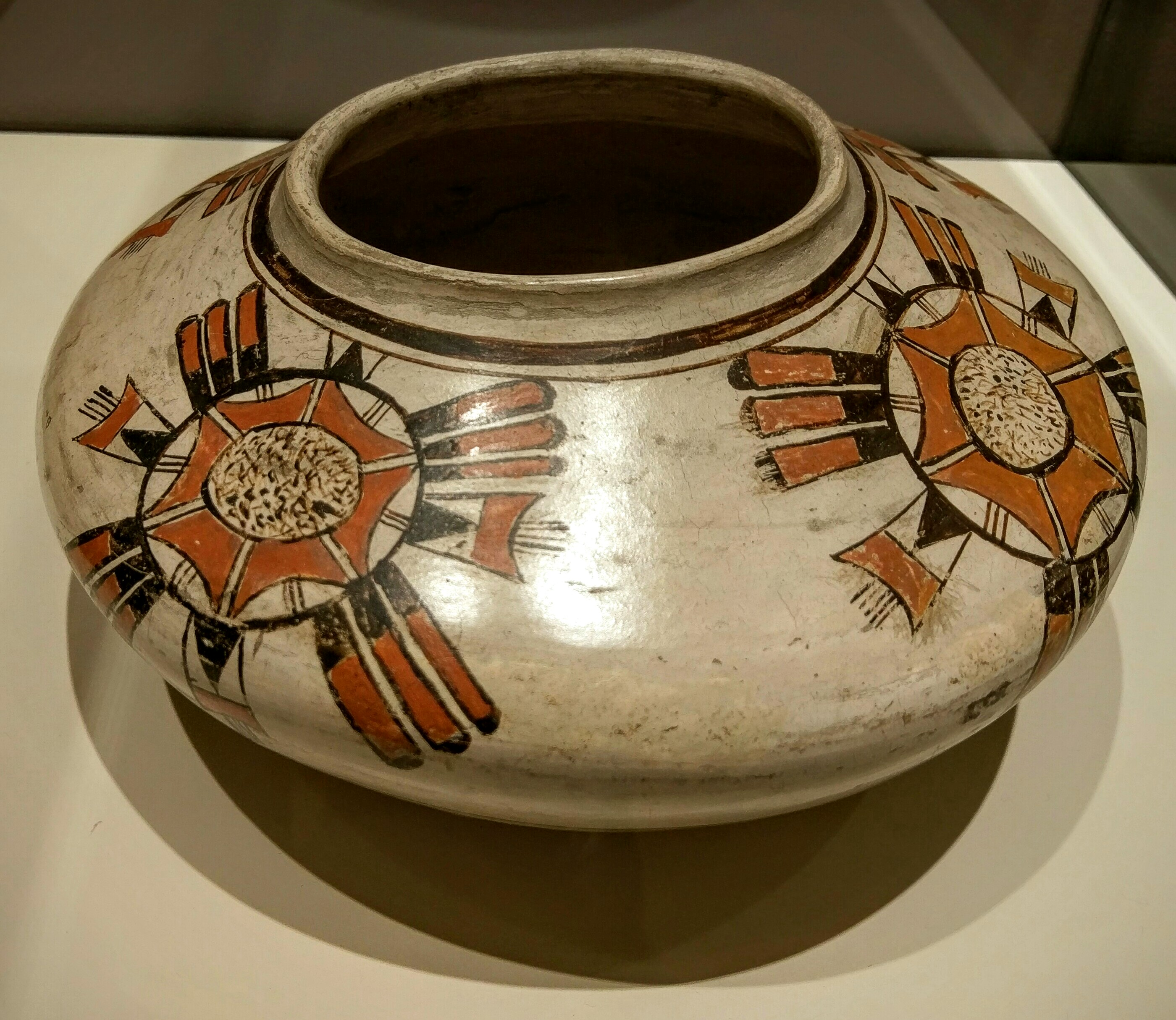
Saatgutgefäß von Nampeyo aus Hano, um 1905
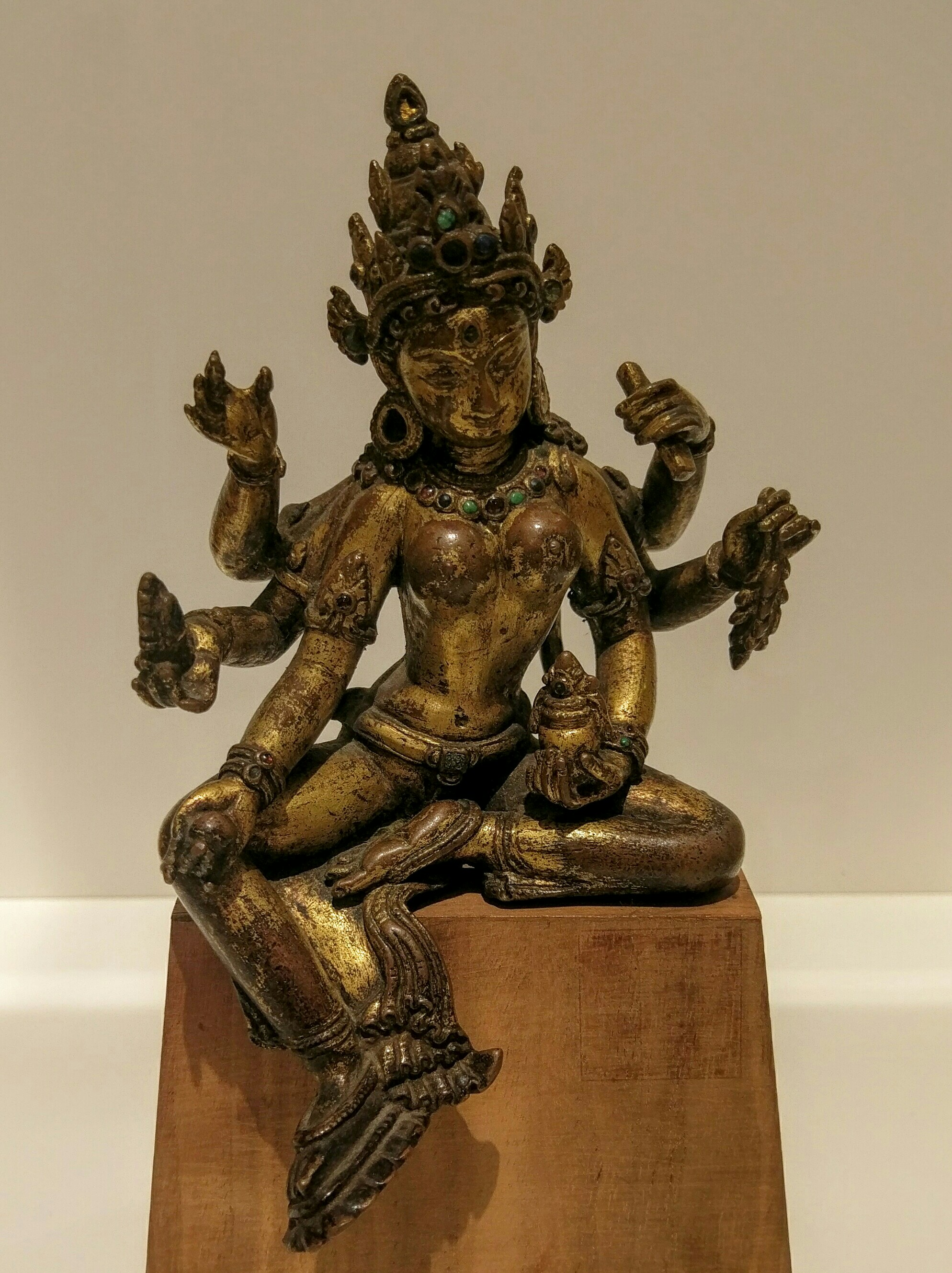
Vasudhara aus vergoldeter Bronze, Nepal, 12. Jahrhundert
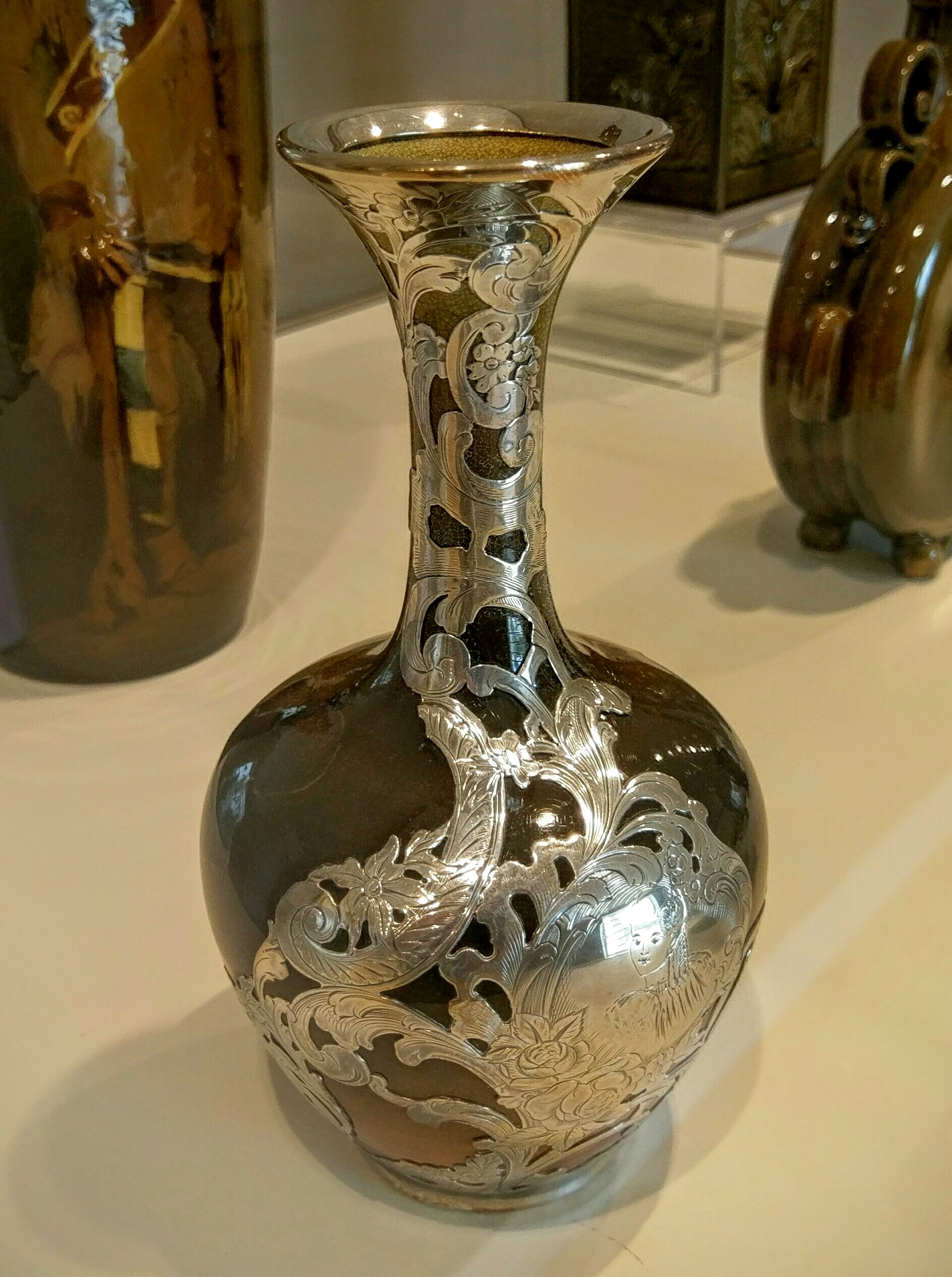
Keramikvase mit Silberauflage von Kataro Shirayamadani für Rookwood Pottery, hergestellt 1892
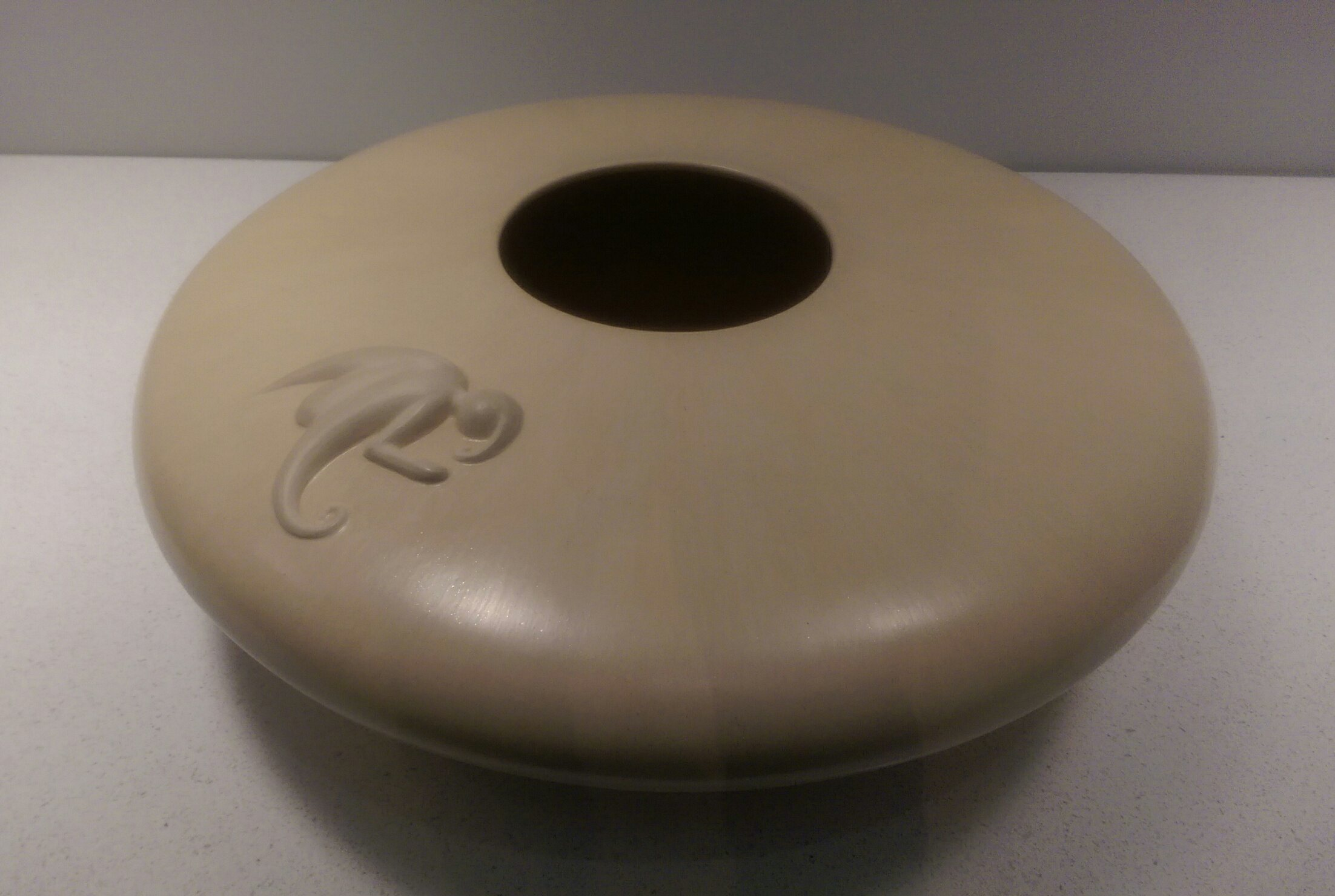
Steingutgefäß des Hopi-Künstlers Al Qöyawayma aus dem Jahr 1983

### Europäische Sammlung
Die europäische Sammlung des Crocker Museums ist unter den amerikanischen Museen eine Besonderheit, da sie Mitte des 19. Jahrhunderts von einer einzigen Familie aufgebaut und 1885 der Öffentlichkeit zugänglich gemacht wurde. Der Kern der Sammlung wurde während einer Europareise von E. B. Crocker und seiner Familie in den Jahren 1869–1871 zusammengetragen. Während dieser Reise hatte die Familie eine Adresse in Dresden, obwohl sie wahrscheinlich noch weiter reiste. Nach ihrer Rückkehr in die Vereinigten Staaten umfasste ihre Sammlung 701 europäische Gemälde und 1344 Meisterzeichnungen. Seitdem ist die Sammlung durch Schenkungen, Vermächtnisse und Ankäufe erheblich gewachsen.
Schwerpunkte der europäischen Gemäldesammlung sind die niederländische und flämische Malerei des 17. Jahrhunderts, die französische und italienische Malerei des 17. und 18. Jahrhunderts sowie die deutsche und österreichische Malerei des 19. Jahrhunderts. Unter den niederländischen Gemälden sind die Allegorie der Malerei von Gerrit van Honthorst, die Flussmündung mit Rundturm von Jan van Goyen und ein Bacchanal in einer Landschaft von Herman van Swanevelt sowie Genreszenen und Stillleben wie Rosen und Schmetterling von Maria van Oosterwyck hervorzuheben. Ein Porträt eines französischen Hofbeamten von Philippe de Champaigne und eine Salome von Simon Vouet repräsentieren das 17. Jahrhundert, während eine Morgendämmerung von Louis-Jean-François Lagrenée und ein Porträt der Malerin Anne-Vallayer Coster von Alexandre Roslin herausragende französische Werke des 18. Jahrhunderts sind. Unter den italienischen Werken repräsentieren eine Heilige Katharina von Francesco Morandini (genannt Il Poppi) aus dem 16. Jahrhundert und eine Verkündigungsmadonna von Francesco Mazzucchelli (genannt Il Morazzone) aus dem 17. Jahrhundert die toskanische und lombardische Tradition, während der Heilige Petrus von Guercino die Entwicklung in Bologna zeigt.
Eine ganze Reihe deutscher Werke des 19. Jahrhunderts, darunter Andreas Achenbachs Norwegische Küste im Mondschein und Oswald Achenbachs Fest und Feuerwerk im Mondschein in Resina, Albert Venus’ Gewitter in der römischen Campagna und Wilhelm Gentz’ Harem auf einem Spaziergang in Kairo, letzteres das Ergebnis eines Besuchs des Künstlers, veranschaulichen die Vielfalt der deutschsprachigen Künstler, insbesondere der 1860er und frühen 1870er Jahre. Die niederländischen Künstler der Romantik und der Haager Schule des 19. Jahrhunderts, darunter die Familie Koekkoek, Hendrik Willem Mesdag und Jozef Israëls, bilden das Gegenstück zu ihren mitteleuropäischen Kollegen.
Die Sammlung europäischer Meisterzeichnungen im Crocker Art Museum ist reichhaltig und historisch, da sie die erste an der Westküste und eine der ersten amerikanischen Museumssammlungen ist. Wie die Sammlung europäischer Gemälde wurde sie von der Familie Crocker gegründet und durch Schenkungen, Ankäufe und Vermächtnisse, insbesondere in den letzten Jahren, erweitert. Mit der ersten Zeichnung von Albrecht Dürer, die in die Vereinigten Staaten gelangte, und bedeutenden Blättern von Vittore Carpaccio, François Boucher, Pieter Lely und Jacques-Louis David sind die Höhepunkte der Sammlung durch die Tiefe und Breite der wichtigsten künstlerischen Traditionen des europäischen Kontinents untermauert. Zu den Quellen der Meisterzeichnungen gehören die berühmtesten niederländischen und französischen Sammlungen des 17. und 18. Jahrhunderts sowie die britischen und deutschen Sammlungen des 19. Jahrhunderts.
Die Sammlung entstand lange vor dem Beginn der systematischen Zeichnungsforschung in den Vereinigten Staaten in den 1920er und 1930er Jahren und wurde in den darauf folgenden Jahren von führenden Wissenschaftlern entdeckt. Der Schwerpunkt der Sammlung liegt auf dem 15. und frühen 16. Jahrhundert in Deutschland, dem 16. und 17. Jahrhundert in Italien, dem 17. Jahrhundert in den Niederlanden und Flandern und dem 18. Jahrhundert in Frankreich. Das 18. Jahrhundert in Deutschland ist ein einzigartiger Schwerpunkt unter den amerikanischen Sammlungen. Zusammen mit anderen ungewöhnlichen Gruppen von Zeichnungen, z. B. von niederländischen Künstlern des 18. Jahrhunderts und italienischen Künstlern des frühen 19. Jahrhunderts, bleibt die Sammlung eine reiche Quelle für die europäische Kunstgeschichte.

## Ausgewählte Werke

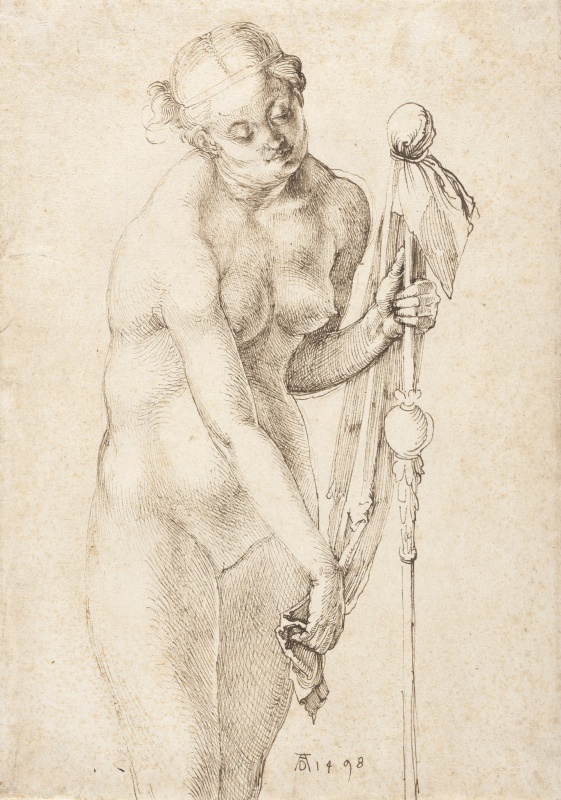
Albrecht Dürer, Weiblicher Akt mit einem Stock, 1498, Feder und dunkelbraune Tinte auf cremefarbenem Büttenpapier
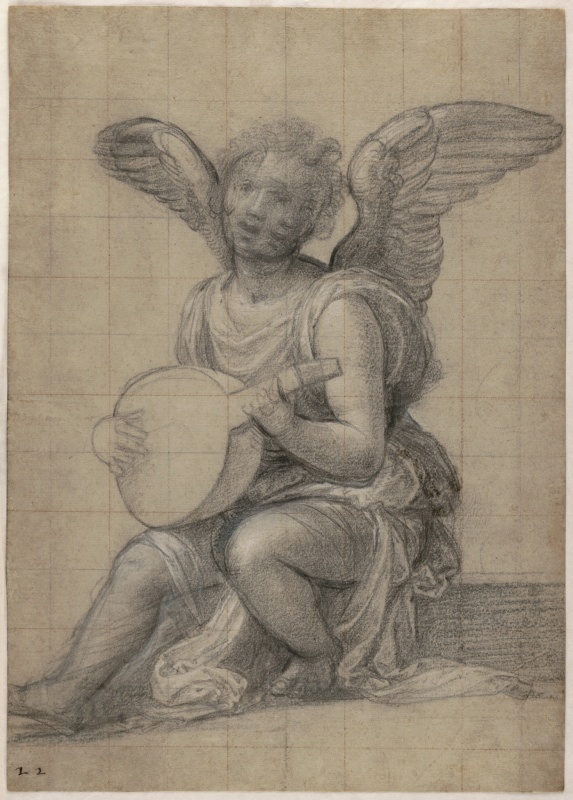
Fra Bartolommeo, Laute spielender Engel
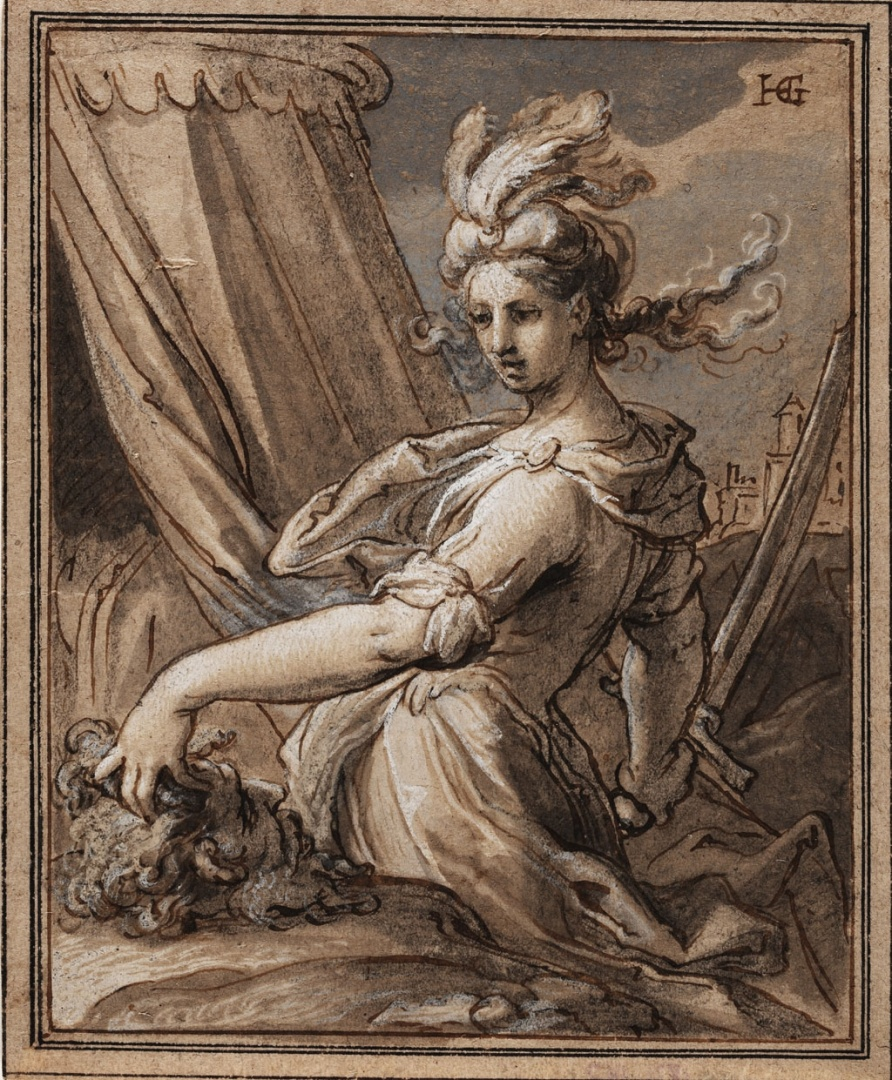
Hendrick Goltzius, Judith mit dem Haupt des Holofernes, um 1590
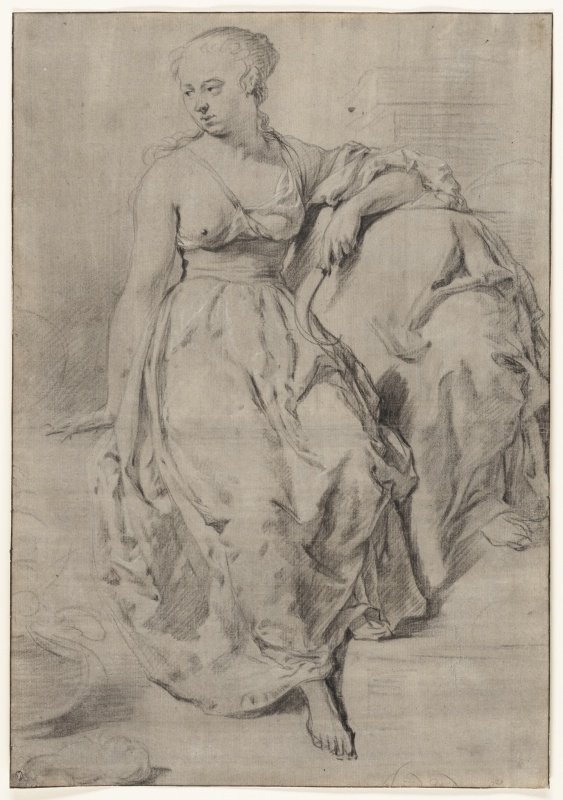
Adriaen van de Velde, Junge Frau als Pomona
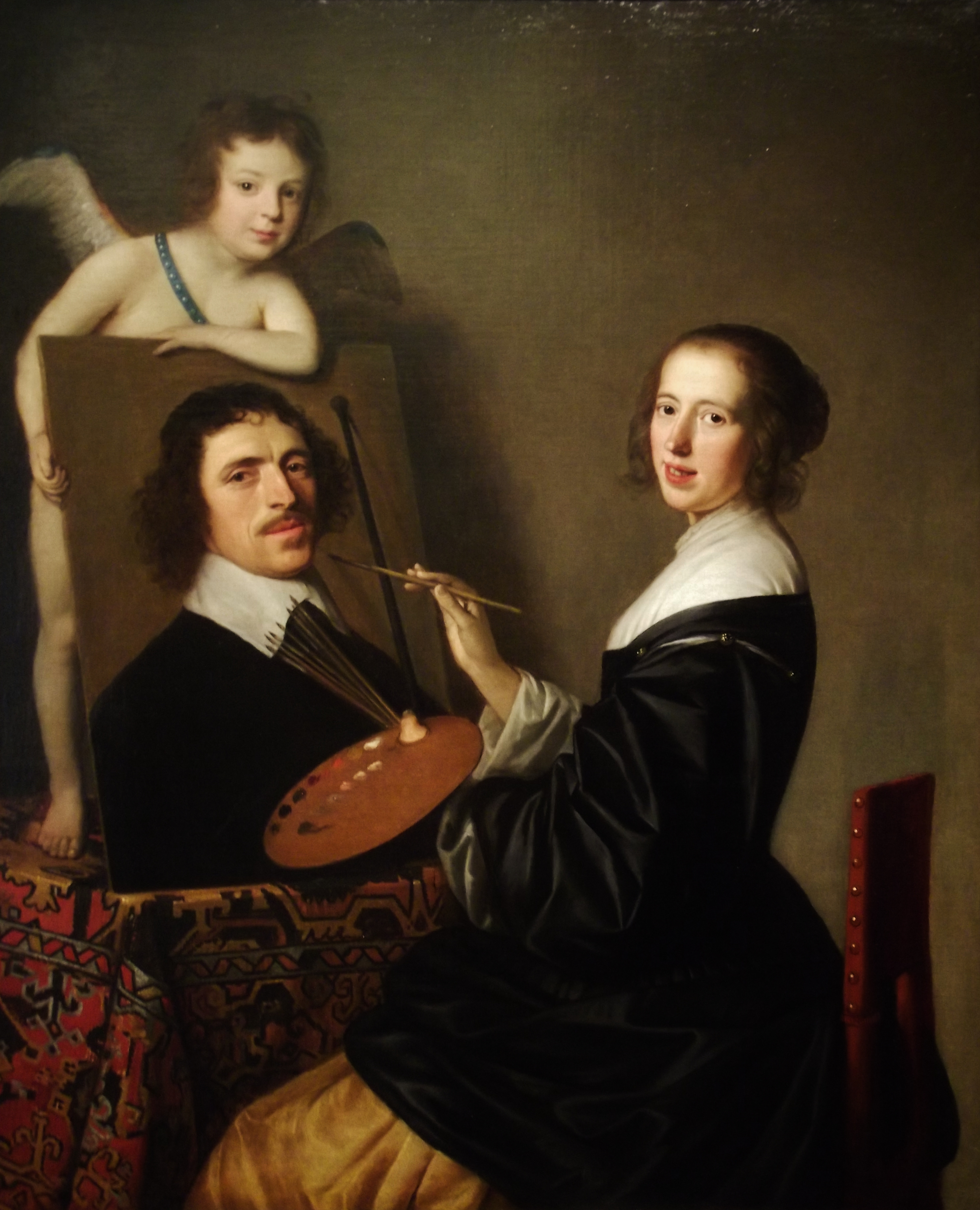
Gerrit van Honthorst, Allegorie der Malerei, 1648
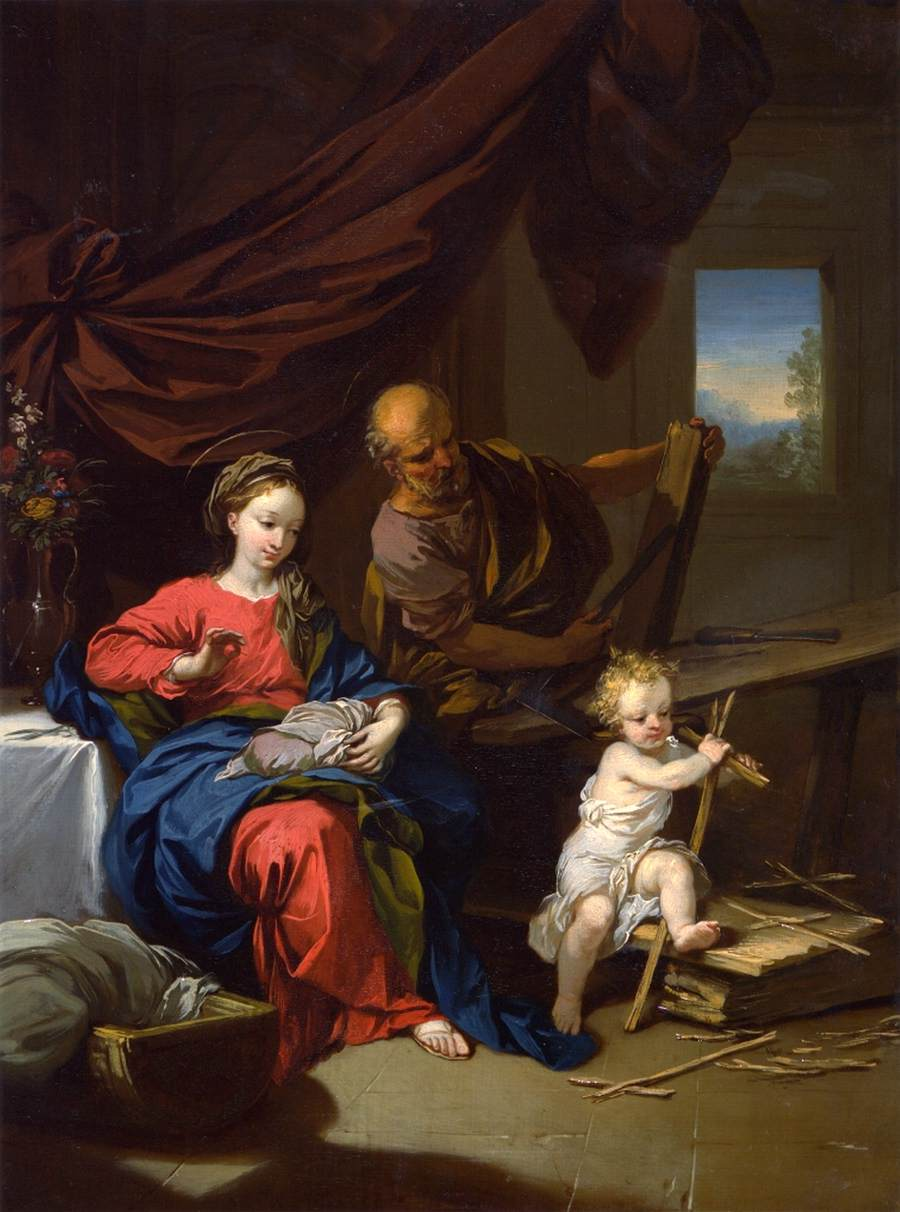
Christian Wilhelm Ernst Dietrich, genannt Dietricy, Heilige Familie in einer Tischlerwerkstatt, 1746
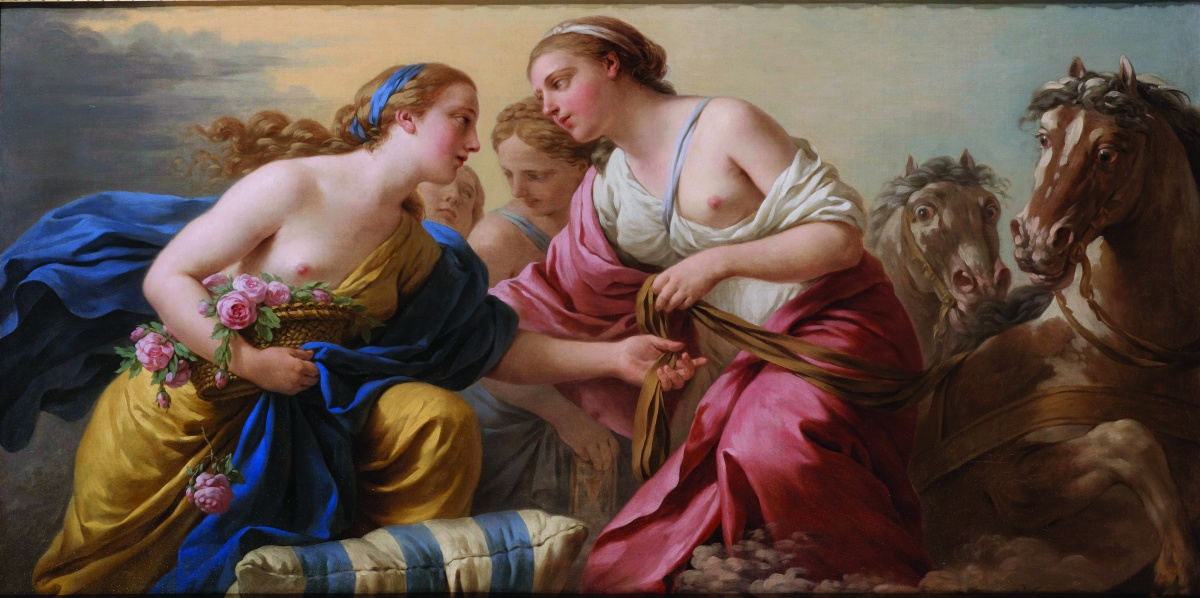
Louis-Jean-François Lagrenée,  Lever de lAurore, Anbruch der Morgendämmerung, 1772
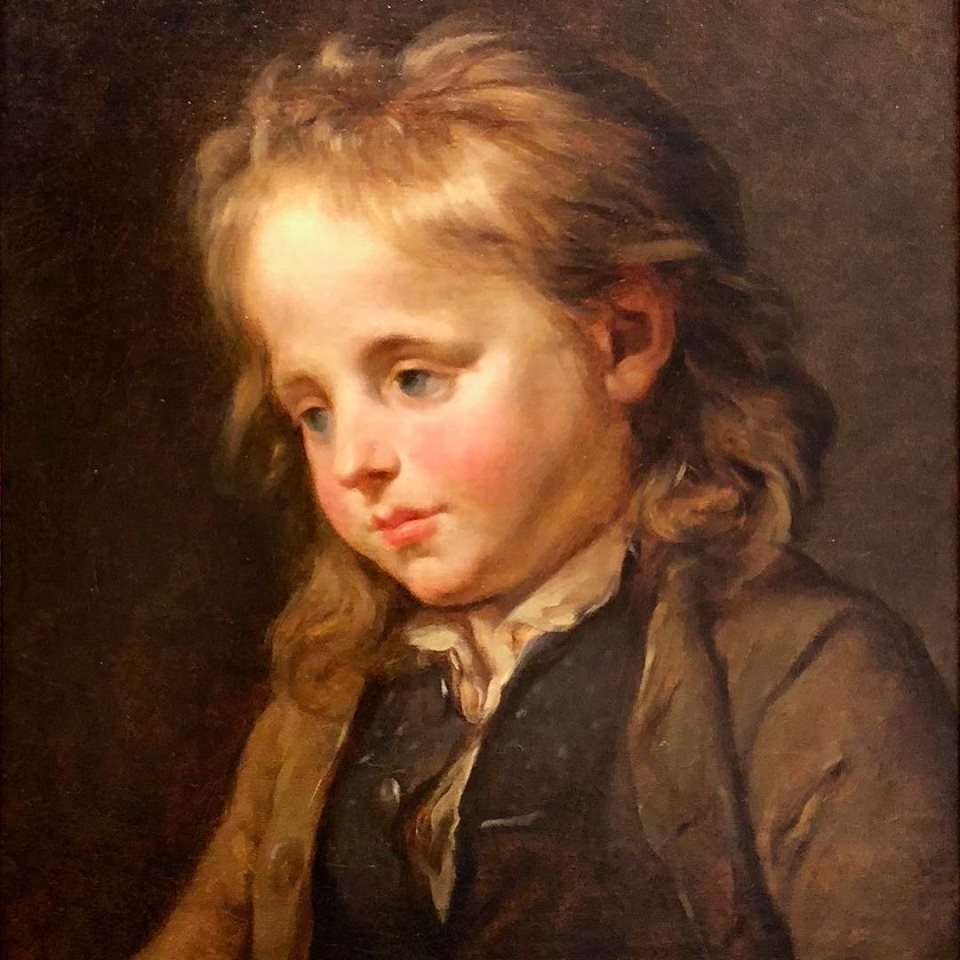
Pierre-Alexandre Wille, Porträt eines Jungen, 1837
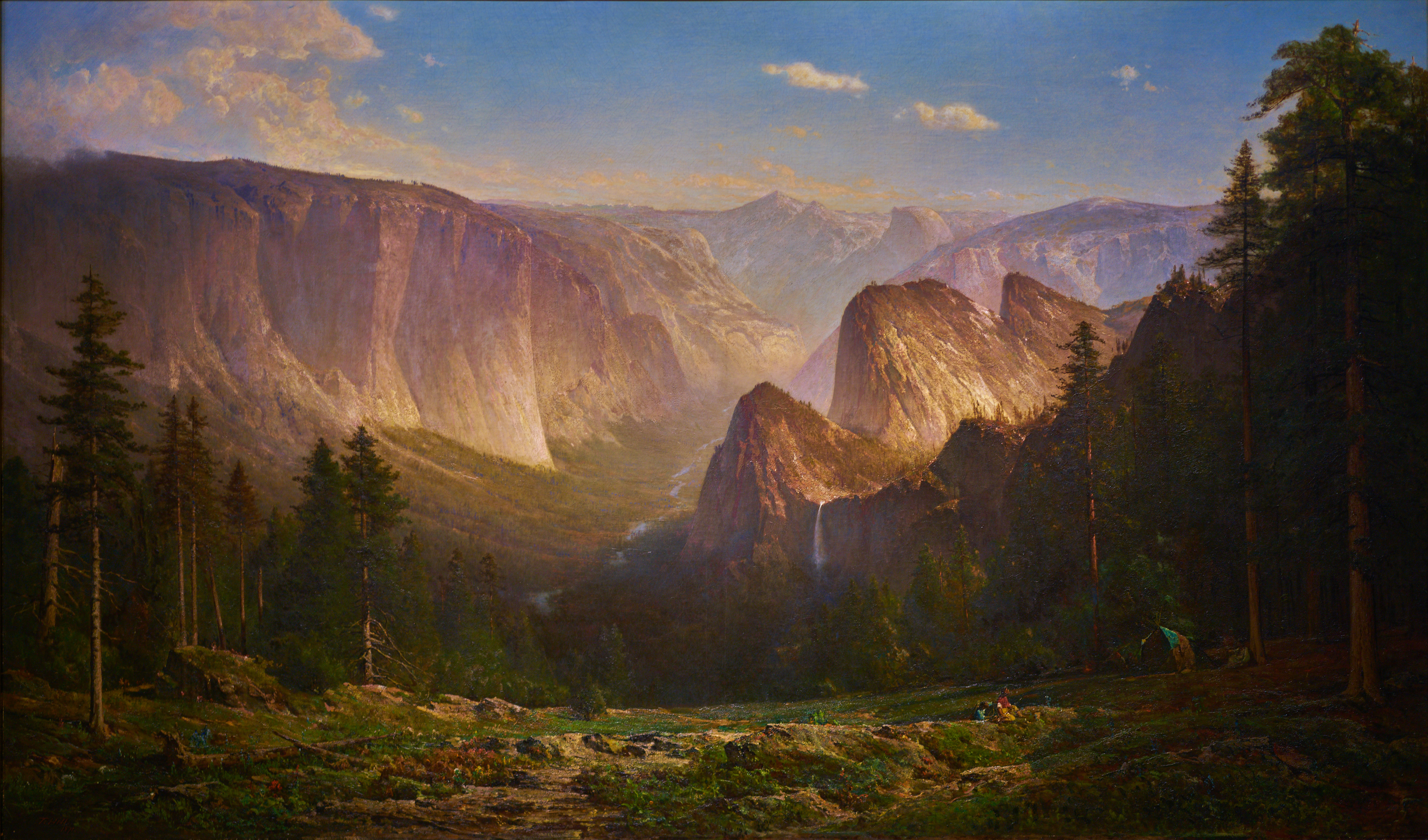
Thomas Hill, Great Canyon of the Sierra, Yosemite, 1872
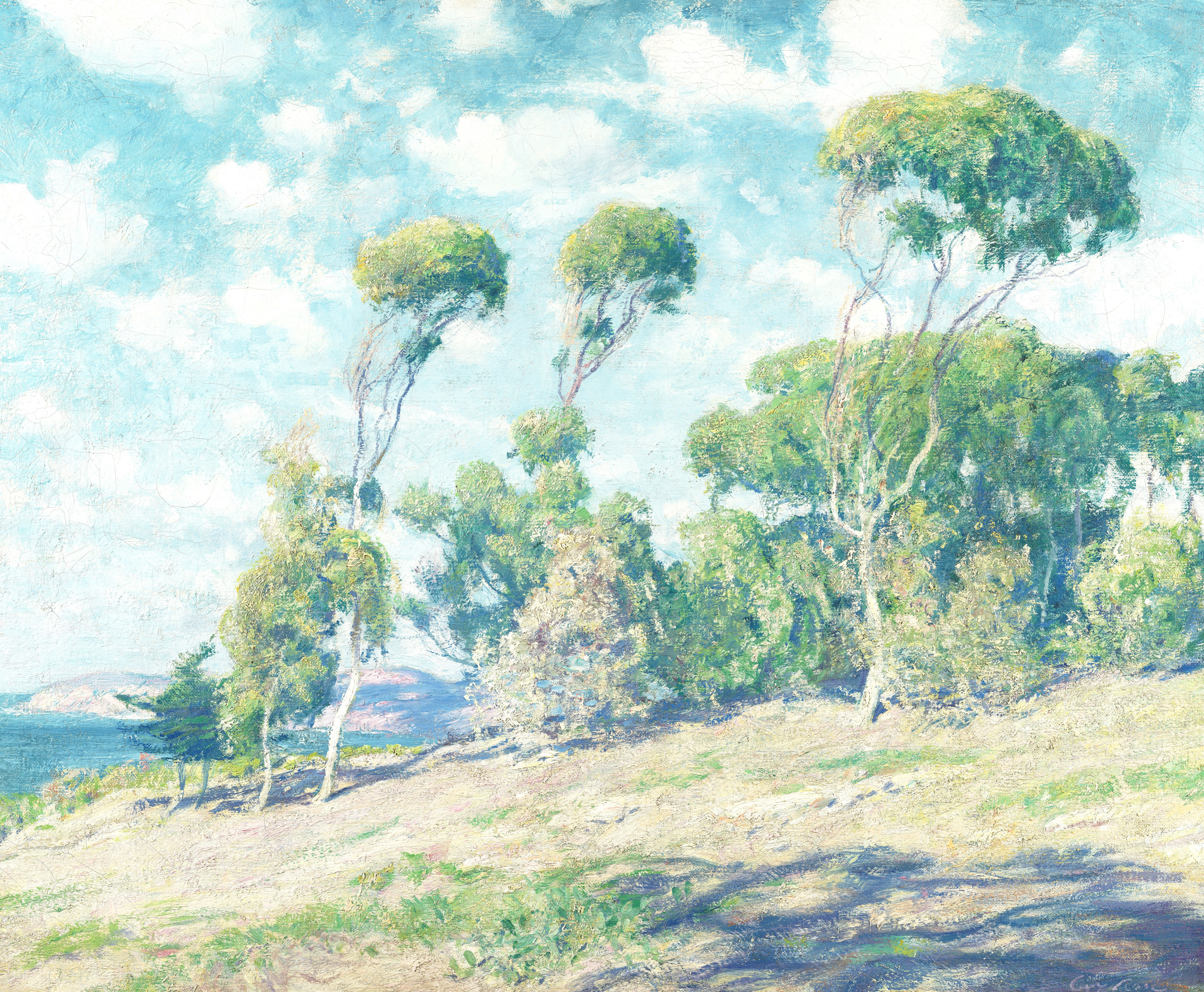
Guy Rose, Laguna Trees, ca. 1916
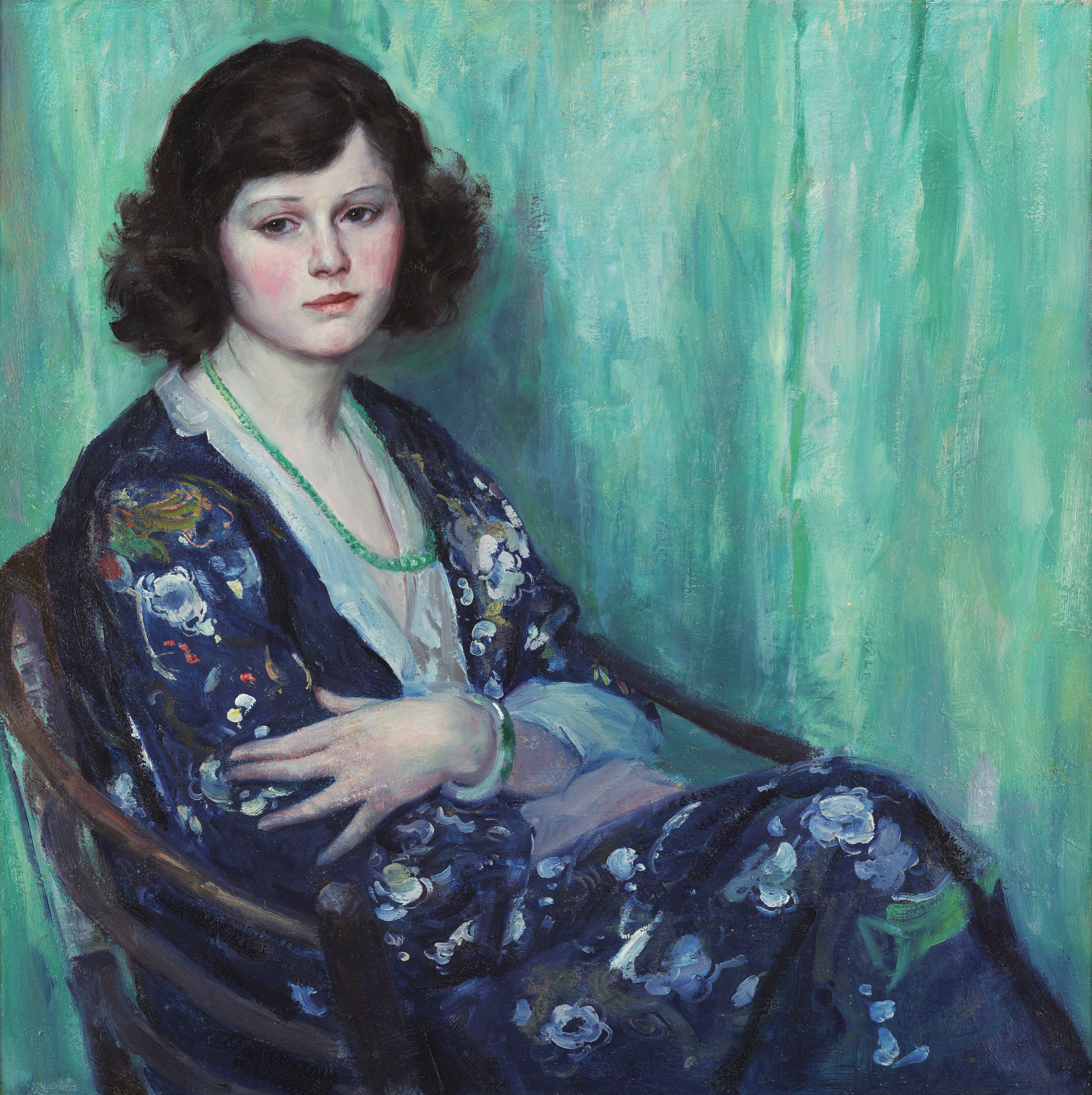
Guy Rose, Jade Beads, ca. 1907–1912
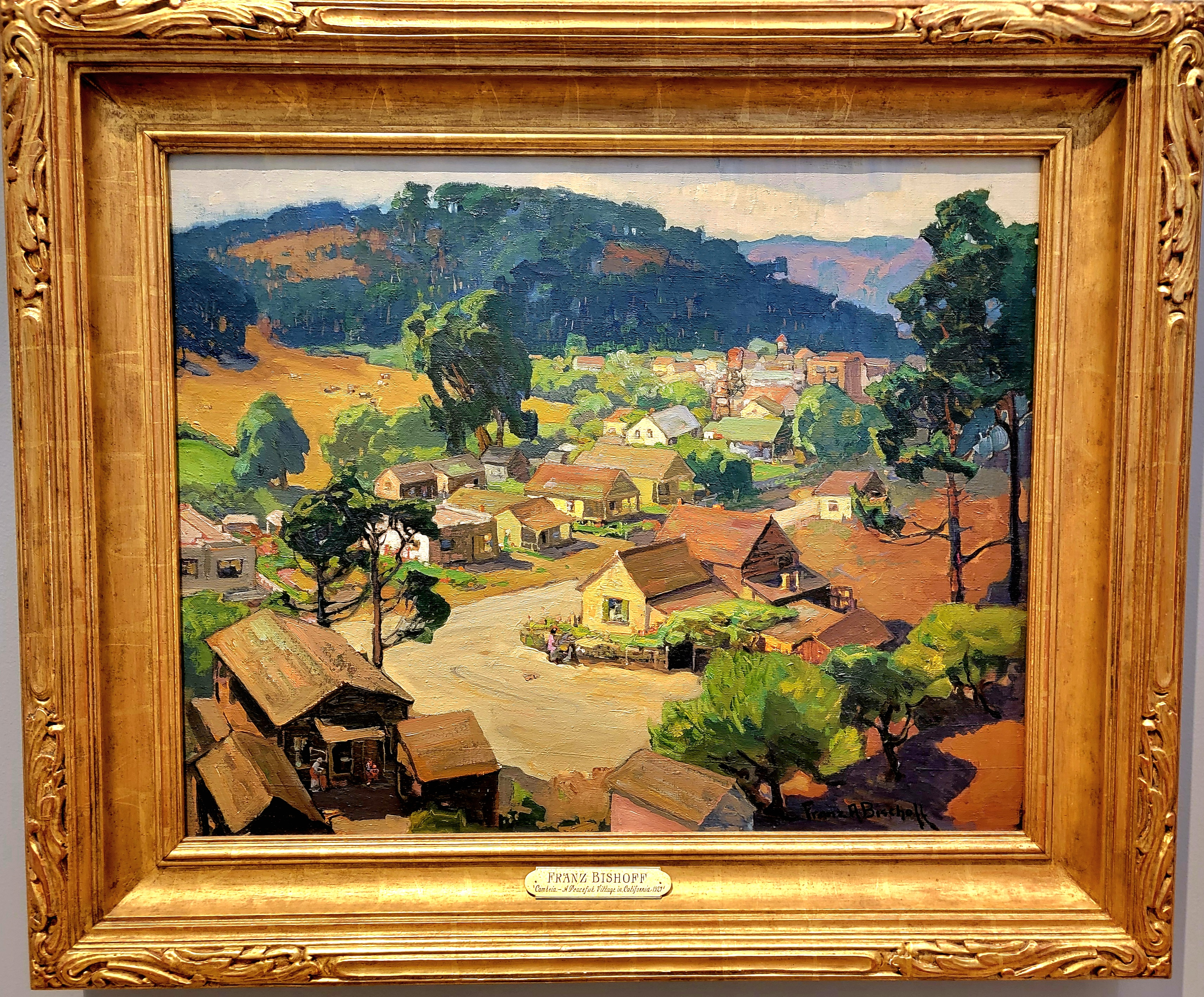
Franz Bischoff, Cambria, a Peaceful California Village, 1925